# Deutsche Cadre-71/2-Meisterschaft 1962/63

Veranstaltungsort: Münster

Die Deutsche Cadre-71/2-Meisterschaft 1962/63 ist eine Billard-Turnierserie und fand vom 7. bis zum 9. September 1962 in Münster zum 17. Mal statt.

## Geschichte
Erstmals seit 1925 fand wieder eine Deutsche Meisterschaft im Billard in Münster statt. Die Billardgesellschaft Münster 1914 hatte sich für die Austragung der Meisterschaft für den Weißen Saal in der Halle Münsterland entschieden. Leider war der Saal nicht beheizt, was sich auf die Laufeigenschaften der Billardtische negativ auswirkte. Sieger wurde der Lokalmatador Joachim Eiter, der sich seinen ersten deutschen Meistertitel sicherte. Vor dem letzten Durchgang hatten Eiter, Ernst Rudolph, Siegfried Spielmann und Ewald Kajan jeweils sechs Matchpunkte. In der letzten Partie traf Eiter auf den Duisburger Kajan, der durch einen hohen Sieg noch Meister werden konnte. Das hart umkämpfte Match konnte Eiter aber in 21 Aufnahmen mit 300:257 für sich entscheiden und qualifizierte sich damit für die Cadre-71/2-Weltmeisterschaft, die im Oktober in Oberhausen ausgetragen wurde.

## Modus
Es wurde im Round-Robin-Modus bis 300 Punkte gespielt.
Die Endplatzierung ergab sich aus folgenden Kriterien:
1. Matchpunkte
2. Generaldurchschnitt (GD)
3. Bester Einzeldurchschnitt (BED)
4. Höchstserie (HS)

## Teilnehmer (alphabetisch)
1. Ernst Rudolph (Kölner Billard-Club 1908) (Titelverteidiger)
2. Josef Bolz (Billardsportclub 1934 Köln-Nippes)
3. Joachim Eiter (Billardgesellschaft Münster 1914)
4. Ewald Kajan (Homberger Billard-Club 1957)
5. Siegfried Spielmann (Düsseldorfer Billardfreunde 1954)
6. Norbert Witte (BC Grün-Weiß-Rot Oberhausen)

### Abschlusstabelle
| Klassement                 | Klassement          | Klassement | Klassement | Klassement | Klassement | Klassement | Klassement | Klassement |
| Platz                      | Name                | MP         | Pkte.      | Aufn.      | GD         | BED        | HS         |            |
| -------------------------- | ------------------- | ---------- | ---------- | ---------- | ---------- | ---------- | ---------- | ---------- |
| 1                          | Joachim Eiter       | 8:2        | 1457       | 101        | 14,42      | 17,64      | 79         |            |
| 2                          | Ernst Rudolph       | 6:4        | 1413       | 90         | 15,70      | 33,33      | 119        |            |
| 3                          | Siegfried Spielmann | 6:4        | 1280       | 99         | 12,92      | 20,00      | 70         |            |
| 4                          | Ewald Kajan         | 6:4        | 1379       | 118        | 11,43      | 13,04      | 103        |            |
| 5                          | Norbert Witte       | 2:8        | 1161       | 113        | 10,27      | 13,04      | 76         |            |
| 6                          | Josef Bolz          | 2:8        | 853        | 107        | 7,79       | 10,00      | 59         |            |
| Turnierdurchschnitt: 11,96 |                     |            |            |            |            |            |            |            |